# Neelides
Neelides (лат.) — род коллембол из семейства Neelidae. Встречаются повсеместно.

## Описание
Размер тела 0,3—0,9 мм. Глаза всегда отсутствуют, усики короче диагонали головы. Антенномеры III и IV раздельные. Тело шаровидной формы. Брюшные сенсорные поля отсутствуют. Лабрум с реснитчатым передним краем.
От близких родов отличается сочетанием следующих признаков. Наличие дермастра — звездообразных элементов интегумента. Лабрум без переднего отростка. Антенномеры III и IV раздельные. Тело с 20+20 τ-хетами в форме трихоботрий, 3+3 s-хетами (s1, s4 и s5') и 4 + 4 бобовидных s-хеты (s2, s3, s3', s3"). Редуцированные сенсорные поля без специальных внутренних хет. Абдоминальный IV стернум с 4-5 парами неосминтуроидных хает. Манубрий с 1+1 неосминтуроидными волосками и дистальным суставным отростком с вогнутой вершиной. Денс без медианного суставного отростка. Унгуис с Bp в виде маленького внутреннего зубца. Тенакулум (зацепка) с 2+2 зубцами.

## Систематика
Известно около 5 видов. Ранее Neelides также рассматривался в качестве подрода в  составе рода Neelus. Massoud (1971) включил род в подотряд Neelipleona рядом с подотрядами Arthropleona и Symphypleona. Бретфельд (1986, 1999) выделил таксон Neelida, который расположился внутри Symphypleona и рассматривал таксоны Neelidae и Neelipleona как его синонимы.
В 2022 году род Neelides выделен в подсемейство Neelidinae Bellini.
- Neelides bisetosus Bretfeld & Trinklein, 2000[10]
- Neelides dianae (K.Christiansen & P.Bellinger, 1981)
  - Neelus dianae Christiansen & Bellinger, 1981[11]
- Neelides folsomi  Caroli, 1912
- Neelides minutus  (J.W.Folsom, 1901)[12]
  - Neelices folsomi: R.Yosii, 1965[13]
  - Neelus minutus Folsom, 1901
- Needlides snideri Bernard, 1975[14]
  - Neelus snideri (Bernard, 1975)